# Masala (Gewürz)
Als Masala (Hindi मसाला masālā [mʌˈsɑːlɑː]) werden verschiedene Gewürzzubereitungen der indischen Küche bezeichnet.
Der Begriff masālā bedeutet im Hindi und Urdu allgemein „Zutaten“ oder „Gewürz(e)“. Er leitet sich über das Persische vom arabischen Wort maṣāliḥ (مصالح; Plural von مصلحة maṣlaḥa) ab. Häufig steht „Masala“ für spezifische fertig zusammengestellte Gewürzmischungen wie Garam Masala, Chat Masala oder Tanduri Masala. Der Begriff „Masala“ kommt auch in Zusammensetzungen wie „Masala Chai“ für indischen Gewürztee oder „Masala Dosa“ für südindische Reispfannkuchen (Dosa) mit würziger Kartoffelfüllung vor.
Im übertragenen Sinn kann „Masala“ in Indien allgemein für Dinge verwendet werden, die eine Mischung verschiedener Elemente enthalten. So steht im indischen Film der Begriff „Masala-Film“ für einen Film, der Elemente mehrerer verschiedener Genres wie Actionfilm, Melodram und Komödie enthält.